# Locomotiva FS E.360

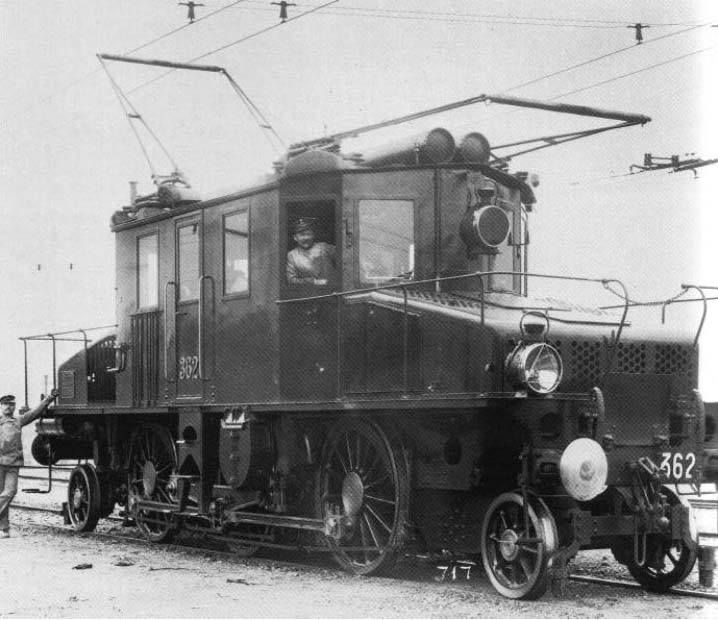
Locomotiva E.362

Le locomotive FS E.361 - 363 erano locomotive elettriche della Rete Adriatica, a corrente alternata trifase, realizzata per l'esercizio delle linee della Valtellina. I tre esemplari costruiti furono noleggiati alle Ferrovie Federali Svizzere tra il 1906 ed il 1907 per l'esercizio nella galleria del Sempione.
Le locomotive, impiegate sulle linee valtellinesi della Rete Adriatica, furono destinate all'utilizzo in galleria nella nuova linea attraverso il Sempione. Il collaudo della linea venne effettuato il 25 gennaio 1906 da un treno trainato da una locomotiva a vapore. Il successivo 26 aprile una 365 delle FFS svizzere effettuò una prima prova della linea elettrica. La scelta del trifase venne decisa dai tecnici delle ferrovie svizzere dopo le visite che essi fecero agli impianti delle linee italiane della Valtellina e le prove eseguite con le E34  della Società Italiana per le strade ferrate meridionali e con le elettromotrici E.1 che furono, per loro, entusiasmanti. Per sopperire alla loro provvisoria mancanza di mezzi di trazione i tecnici svizzeri chiesero ed ottennero, in noleggio, dalle neo costituite Ferrovie dello Stato italiane, le tre nuove locomotive 361, 362 e 363 che la RA aveva ordinate ed acquisite per il servizio sulle proprie linee. Le locomotive diedero ottima prova di sé sulla linea del Sempione trainando oltre 10 treni al giorno. Unica pecca il trolley di tipo Ganz che era problematico nella captazione della corrente elettrica e venne sostituito con quello Brown Boveri, sempre a stanghe, che dotava le locomotive similari svizzere 364-365.
La locomotiva 363 rientrò in Valtellina nel maggio del 1907 e le 361 e 362 rispettivamente in ottobre e novembre dello stesso anno.
Da alcune foto è possibile vedere una E.360 accantonata presso il Deposito Locomotive di Torino alla fine degli anni '50 assieme ad un E.430. Molto probabilmente si trattava di materiale da destinare al museo di Roma Termini a quel tempo in allestimento. Da lì però si salvò solo l'E.430.